# Maison Rouge (Trèves)
La Maison Rouge (en allemand : Rote Haus) est située sur la place du marché de Trèves en Allemagne. La maison a été construite en 1684 par le maître d'œuvre Wolfgang Stuppeler pour le secrétaire de la cathédrale Johann Wilhelm Polch. Après sa destruction lors de la Seconde Guerre mondiale le 21 décembre 1944, la maison fut reconstruite entre 1968 et 1970. Elle abrite actuellement un café. Sur la façade de la maison, on lit l'inscription :
ANTE ROMAM TREVIRIS STETIT ANNIS MILLE TRECENTIS.
PERSTET ET ÆTERNA PACE FRVATVR. AMEN.
Trèves a résisté à Rome pendant mille trois cents ans.
Puisse-t-il continuer à exister et à jouir de la paix éternelle.
Ces lignes font référence à la fondation légendaire de la ville de Trèves par Trebeta, un prince assyrien légendaire, mentionnée pour la première fois en 1105.
Parfois, la Steipe voisine était également appelée la « Maison rouge ».

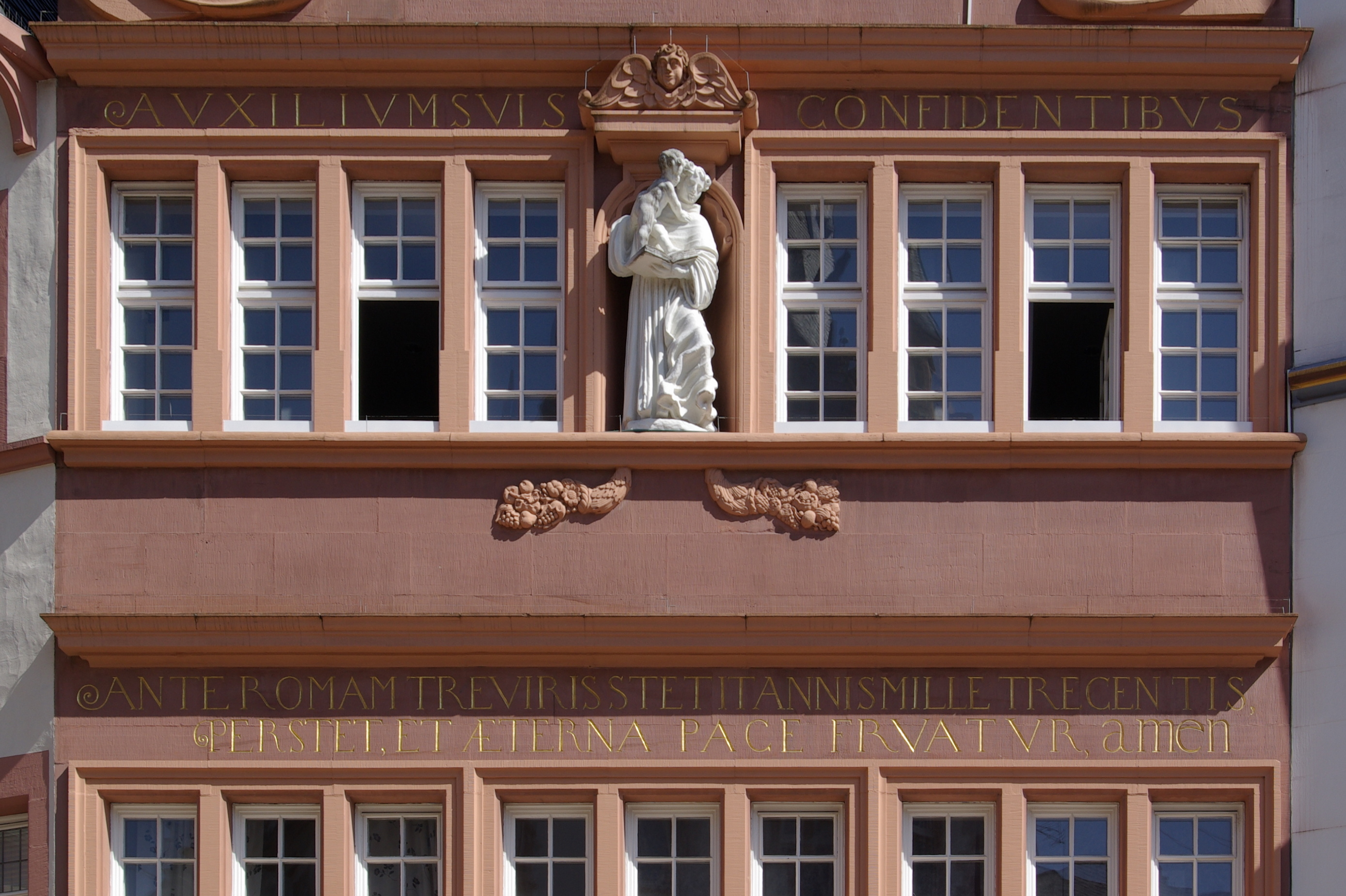
Inscriptions sur la Maison Rouge